# 白树跳蛛
白树跳蛛（学名：Yllenus albocinctus）为跳蛛科树跳蛛属的动物。分布于俄罗斯以及中国大陆的新疆等地，主要栖息于草丛及农田。其生存的海拔范围为1050至470米。该物种的模式产地在俄罗斯。